# Bernhard H. Bonkhoff
Bernhard Heinrich Bonkhoff (* 11. Februar 1953 in Homburg) ist ein deutscher evangelischer Theologe, Historiker und Autor.

## Leben und Wirken
Bonkhoff wuchs als Sohn eines Juweliers im elterlichen Wohn- und Geschäftshaus in Homburg auf,  wo er 1973 am Saarpfalz-Gymnasium das Abitur ablegte. Anschließend studierte er Evangelische Theologie an der Kirchlichen Hochschule Bethel sowie noch zusätzlich Geschichte an den Universitäten Tübingen, Erlangen, Heidelberg und München. Sein Erstes Kirchliches Examen legte er 1978 in Speyer ab. 1979 erfolgte seine Ordination in der Stadtkirche Homburg. Er promovierte 1992 in Erlangen bei Berndt Hamm. 
Von 1980 bis zu seiner Pensionierung 2014 war Bonkhoff Gemeindepfarrer in Großbundenbach im Kirchenbezirk Homburg. Unter seiner Ägide wurde in dem der Pfarrei zugehörigen Zweibrücker Stadtteil Mörsbach 1988 die neue Dreifaltigkeitskirche errichtet; im Nachbarort Käshofen entstand durch Umbau der Leichenhalle die Kreuzkapelle. Für das Pfarrdorf Großbundenbach und Mörsbach veröffentlichte er je eine Ortschronik als Autor.
Ab 1992 übernahm er an der Evangelisch-Theologischen-Fakultät der Johannes Gutenberg-Universität Mainz einen Lehrauftrag für pfälzische Kirchengeschichte, zudem wurde er Lehrbeauftragter an der Luther-Akademie der Evangelisch-Lutherischen Kirche Lettlands.

## Ehrenamtliche Tätigkeiten
Seit 1980 gibt er im Auftrag des Historischen Vereins Zweibrücken die Westricher Geschichtsblätter heraus und von 1993 bis 2003 als Vorsitzender des Vereins für pfälzischen Kirchengeschichte die Blätter für Pfälzische Kirchengeschichte und religiöse Volkskunde.  
Seit 1983 gehört er dem Redaktionskreis des Heimatkalenders für das Pirmasenser und Zweibrücker Land an. Von 1987 bis 1999 war Bonkhoff Mitglied in der Redaktion der Zeitschrift Der Turmhahn, Blätter vom künstlerischen Schaffen und Bauen in der Pfälzischen Landeskirche. 25 Jahre war er Mitglied im Liturgischen Arbeitskreis der Evangelischen Kirche der Pfalz. Zeitweise war er Vorsitzender der kirchenpolitischen Gruppierung „Bibel und Bekenntnis“ in der Pfalz.

## Ehrungen
- 1994: Gemeinde-Ehrenbecher und Ehrennadel in Gold der Ortsgemeinde Großbundenbach
- 1995: Einladung zum Neujahrsempfang des Bundespräsidenten Roman Herzog in Berlin
- 2003: Ehrenplakette des Landkreises Südwestpfalz in Silber
- 2004: Pfalzpreis für Geschichte des Bezirksverbands Pfalz
- 2014: Ehrenplakette des Landkreises Südwestpfalz in Gold
- 2014: Ehrenteller und Ehrennadel mit Diamanten der Ortsgemeinde Großbundenbach
- 2014: Ehrenteller und Ehrennadel der Ortsgemeinde Kleinbundenbach

### Festschriften
- Mathias Gaschott, Jochen Roth (Hrsg.): Vestigia. Aufsätze zur Kirchen- und Landesgeschichte zwischen Rhein und Mosel. Gewidmet Dr. Bernhard H. Bonkhoff dem Fünfzigjährigen. Saarbrücker Druckerei und Verlag GmbH, Saarbrücken 2003, ISBN 3-930843-80-3.
- Mathias Gaschott, Jochen Roth (Hrsg.): Vestigia. Aufsätze zur Kirchen- und Landesgeschichte zwischen Rhein und Mosel, Gewidmet Dr. Bernhard H. Bonkhoff dem Sechzigjährigen. Verlag Schnell & Steiner, Regensburg 2013, ISBN 978-3-7954-2725-2
- Mathias Gaschott, Jochen Roth (Hrsg.): Vestigia. Aufsätze zur Kirchen- und Landesgeschichte zwischen Rhein und Mosel, Gewidmet Dr. Bernhard H. Bonkhoff dem Siebzigjährigen. 2 Bände. Conte Verlag, St. Ingbert 2023, ISBN 978-3-95602-260-9.

## Publikationen (Auswahl)
- Kultur Konfession Region. Gesammelte Aufsätze zur Kirchen- und Landesgeschichte von Pfalz und Elsass-Lothringen. Hrsg. von Peter Wasem, Conte-Verlag, St. Ingbert 2021, ISBN 978-3-95602-225-8.

### Kirchengeschichte
- Geschichte der Vereinigten Protestantisch-Evangelisch-Christlichen Kirche der Pfalz 1818-1861. (Schriftenreihe zur bayerischen Landesgeschichte 84). Beck, München 1986, ISBN 3-406-10485-1.
- Geschichte der Vereinigten Protestantisch-Evangelisch-Christlichen Kirche der Pfalz 1861-1918. Ev. Presseverlag Pfalz, Speyer 1993, ISBN 3-925536-47-7.
- Geschichte der Vereinigten Protestantisch-Evangelisch-Christlichen Kirche der Pfalz 1818-1918. Conte Verlag, St. Ingbert 2016, ISBN 978-3-95602-089-6.
- Geschichte der Vereinigten Protestantisch-Evangelisch-Christlichen Kirche der Pfalz 1918-1978. Conte Verlag, St. Ingbert 2016, ISBN 978-3-95602-090-2.
- Bild-Atlas zur pfälzischen Kirchengeschichte. Band I, Speyer und Regensburg 2000, ISBN 3-87928-005-3 und ISBN 3-7954-1307-9.
- Quellen und Texte zur pfälzischen Kirchengeschichte, Bild-Atlas zur pfälzischen Kirchengeschichte Band II (Textband), Speyer und Regensburg 2005, ISBN 3-7954-1797-X.
- als Hrsg.: Die Anfänge der Reformation in der Pfalz, Beiträge zum 500. Jubiläum des Thesenanschlags. (Schriftenreihe des Stadtmuseums Kaiserslautern / Theodor-Zink-Museum), 2. Aufl. Conte Verlag, St. Ingbert 2017, ISBN 978-3-95602-109-1.
- mit Martin Baus, Klaus Kremb, Andreas Metzing, Roland Paul et al.: Muthig voranschreiten, Beiträge zum 200. Jubiläum der Kirchenunion in der Pfalz. Hrsg.: Historischer Verein der Pfalz, Conte Verlag, St. Ingbert 2018, ISBN 978-3-95602-131-2.
- Die Umgestaltung Evangelischer Kirchen durch Orientierung. In: Traugott Bautz, Bernd Jaspert (Hrsg.): 50 Jahre Biographisch-Bibliographisches Kirchenlexikon. Ein Weg in die Zukunft. Verlag Traugott Bautz, Herzberg 2018, ISBN 978-3-95948-351-3.

### Ortsgeschichte und Kunstgeschichte
- Großbundenbach-Kleinbundenbach-Mörsbach. Ein Dorfbuch. Selbstverlag, Meisenheim 1981.
- mit Friedrich Neumann: Lambsborn. Ein Dorfbuch. Verlag: Protestantische Kirchengemeinde Lambsborn. Meisenheim 1983.
- Mörsbach. Ein Dorfbuch. Festgabe zur Einweihung der Dreifaltigkeitskirche am 10. Juli 1988. Ev. Presseverlag Pfalz, Speyer 1988, ISBN 3-925536-16-7.
- 800 Jahre St. Martin Großbundenbach. Großbundenbach 2006.
- mit Michel Guerrier, Martin Siegwalt: Henri Bacher. Maler der Heimat und des Glaubens. Peintre du terroir et de la foi. Verlag Jerome Do Bentzinger, Colmar 2008, ISBN 9782849601549.

### Kirchenbau, Orgel- und Glockenkunde
- Historische Orgeln in der Pfalz. Mit Fotografien von Hans Freytag. Schnell + Steiner, München/Zürich 1984, ISBN 3-7954-0368-5.
- Pfarrkirche St. Martin zu Großbundenbach, Kirchenführer und Gemeindebuch. Ev. Presseverlag Pfalz, Großbundenbach 1986.
- Die Kirchen in Saar-Pfalz-Kreis. Saarländische Druckerei und Verlag, Saarbrücken 1987, ISBN 3-9 25036-15-6.
- Denkmalorgeln in der Pfalz. Mit Fotografien von Hans Freytag. Ev. Presseverlag Pfalz, Speyer 1990, ISBN 3-925536-27-2.
- Die Pfälzische Glockengußkunst und ihre Heimat in Zweibrücken. Verlag: Historischer Verein Zweibrücken, Zweibrücken 1992, ISBN 3-924171-11-4.
- Protestantische Pfarrkirche St. Martin Großbundenbach. Schnell + Steiner, Regensburg 1994.
- Die Glocken des Saarlandes. Saarbrücker Druckerei und Verlag, Saarbrücken 1997, ISBN 3-930843-23-4.
- Pfälzisches Glockenbuch. Institut für pfälzische Geschichte und Volkskunde, Kaiserslautern 2008, ISBN 978-3-927754-63-8.
- Historische Orgeln im Saarland. Mit Fotografien von Richard Menzel. Schnell + Steiner, Regensburg 2015, ISBN 978-3-7954-2856-3.